# Феррис, Элизабет (спортсменка)
Элизабет Энн Эстер (Лиз) Феррис (англ. Elizabeth Anne Esther "Liz" Ferris, 19 ноября 1940, Бриджуотер, Великобритания — 12 апреля 2012) — британская прыгунья в воду, бронзовый призёр летних Олимпийских игр 1960 года в Риме по прыжкам в воду с 3-метрового трамплина.
Выступала за клуб Metropolitan Diving Club. На момент смерти была последней британской спортсменкой, выигравшей олимпийскую медаль в прыжках в воду на Олимпиадах.
По окончании карьеры занималась исследованиями в сфере гендерного равенства, вопросами спортивной медицины и борьбы с допингом. Являлась международного комитета женщин-олимпийцев, участвовала в создании Всемирной ассоциации олимпийцев и Клуба британских олимпийцев.